# Het onzalige land
Het onzalige land is het twaalfde stripalbum uit de reeks Johan en Pirrewiet. Het verhaal verscheen voor het eerst in 1961 en 1962 in de nummers 1235 tot en met 1276 van weekblad Spirou. Het album volgde in 1964.
Dit is het enige verhaal uit de reeks waaraan naast Peyo nog iemand anders werkte: Francis Bertrand, die moest zorgen dat het verhaal op tijd af was.

## Achtergrond
Yvan Delporte stimuleerde Peyo om voor de grove taal van schurk Monulf Jiddische letters te gebruiken. In een bepaalde scène schreeuwt Monulf "Beëlzebub", geschreven in het Jiddisch. Monulf heeft bovendien een kromme neus en is klein. Hierdoor werd Peyo antisemitisme verweten. Zo hekelde de Nederlands-Joodse auteur Mau Kopuit in 1978 het verhaal vanwege slaven (Smurfen) die voor een Joodse meester diamanten moeten zoeken, en meende dat die meester getekend was als een Julius Streicherfiguurtje. Dat het verhaal antisemitisch zou zijn, klopte volgens Peyo's vrouw Nine zeker niet. Sommigen zagen in Monulf René Goscinny, zelf van Joodse afkomst, maar die wimpelde dat af als ridicuul: Peyo zat zo niet in elkaar. De naam Monulf komt overigens van een Luikse prins-bisschop, dus zeker geen Jood. Ook was "Beëlzebub" niet geschreven zoals dat in het Jiddisch gebeurt.
De binnenkant van de keel van de draak uit het verhaal is gebaseerd op een getekend idee van Delporte - iets waarop hij trots terugblikte.
In 2018 kreeg het verhaal een vervolg in De dappere draak in de reeks van de Smurfen. Dat verhaal grijpt meer bepaald terug naar de draak Fafnir.

## Verhaal
De koning verveelt zich stierlijk tot een kunstenmaker met een opgesloten Smurf op de proppen komt. De Smurf wordt bevrijd en vertelt dat de Smurfen te kampen hebben met een smurf die smurf smurft. Hoewel Pirrewiet constant probeert uit te vissen wat hij bedoelt, blijft het een raadsel, maar dat er gevaar is, is zeker. Johan, Pirrewiet en de opgevrolijkte koning willen naar het Smurfendorp gaan om te kijken wat er is. Ze hopen dat Omnibus hen weer naar het onzalige land, het land van de Smurfen, kan toveren (zoals in De fluit met zes smurfen). Omnibus is echter te ziek en de drie moeten dan maar op de gewone manier daar zien te geraken. Omnibus geeft hen nog een staf mee waarmee ze een waterbronnetje kunnen maken.
De tocht verloopt moeizaam, maar ze raken toch in het onzalige land. Pirrewiet gooit gefrustreerd de nutteloze toverstaf weg. Plots wordt duidelijk waar de Smurf het over had: er is een draak die vuur spuwt. Draak Fafnir hoort toe aan het kleine ventje Monulf, die de Smurfen heeft gevangen. De Smurfen werken voor hem als slaafjes: ze moeten diamanten uit de rotsen halen zodat Monulf slapend rijk wordt. De koning en Pirrewiet worden overmeesterd door Monulf, maar Johan is hem te slim af. Monulf wordt gevangengenomen. Fafnir staat wel nog voor de deur en alleen de Smurfen kunnen ontsnappen. Ze verzamelen papaver om de draak mee in slaap te brengen. Om hem uit te schakelen, willen ze zijn vuur eens en voor altijd doven. De toverstaf van Omnibus kan daarbij helpen, maar Pirrewiet heeft die weggegooid. Als die eenmaal teruggevonden is, gaat Grote Smurf binnen in de muil van de draak. Net voor de draak wakker wordt, kan hij het vuur doven: de draak spuwt voortaan water en is zo mak als een lammetje. Johan en Pirrewiet schenken hem uiteindelijk aan de kunstenmaker die de Smurf had moeten afstaan. Monulf wordt een gevangene van de koning.